# Anger (Mouzon)
Der Anger ist ein Fluss in Frankreich, der im Département Vosges in der Region Grand Est verläuft.

## Geographie

### Verlauf
Der Anger entspringt im Gemeindegebiet von Dombrot-le-Sec, entwässert generell in nordwestlicher Richtung und mündet nach rund 28 Kilometern an der Gemeindegrenze von Circourt-sur-Mouzon und Pompierre als rechter Nebenfluss in den Mouzon.

### Einzugsgebiet
Das Einzugsgebiet des Anger ist 124 km² groß und besteht zu 54,79 % aus landwirtschaftliches Gebiet, zu 43,40 % aus Waldflächen und zu 1,70 % aus bebauten Flächen.

### Zuflüsse
Zuflüsse von der Quelle zur Mündung:
- Ruisseau du Ru des Jeux (links), 1,1 km
- Ruisseau de l’Aulnois (rechts), 1,3 km
- Ruisseau de Han (rechts), 1,5 km
- Ruisseau des Charmailles (links), 3,1 km
- Ruisseau de l’Etang de Bulgneville (rechts), 7,3 km, 41,8 km², 0,47 m³/s
- Ruisseau de Maizoy (links), 4,0 km
- Ruisseau de Rebuvau (rechts), 1,4 km
- Ruisseau de l’Aulnois (rechts), 1,0 km
- Ruisseau du Bouchet (links), 1,5 km

### Orte am Fluss
- Crainvilliers
- Saint-Ouen-lès-Parey
- Malaincourt
- Jainvillotte